# Мелиодас ап Фелек
Мелиодас (корн. Meliodas; 505—560) — правитель Лионессе с 525 года и Корнубии с 550-х годов.

## Биография
Мелиодас — сын Фелека Лионесского. В 525 году он наследовал своему отцу. Находился в вассальном отношении к Марку Корнубскому, на сестре которого, Элизабет, Мелиодас был женат. От этого брака родился Тристан, таким образом, он приходился племянником Марку.
В 550-х годах Мелиодас свергнул Марка с престола Корнубии, когда тот вернулся из Арморики. В 560 году Мелиодас умер и королём Корнубии стал его сын Тристан.